# Jornal Cidade de Tomar
Cidade de Tomar é um jornal português, localizado na cidade de Tomar no distrito de Santarém.
Propriedade da Empresa Editora Cidade de Tomar, que detém também a Rádio Cidade de Tomar, Rádio Cultura e Espectáculo - Golegã e Vila de Rei FM é um dos jornais mais antigos em Portugal. É também um dos jornais mais prestigiados da região centro do país, tendo uma tiragem semanal de 7000 exemplares.